# Hyperdiplosis americana
Hyperdiplosis americana är en tvåvingeart som först beskrevs av Ephraim Porter Felt 1908.  Hyperdiplosis americana ingår i släktet Hyperdiplosis och familjen gallmyggor.
Artens utbredningsområde är New York. Inga underarter finns listade i Catalogue of Life.